# Schweizer Beitrag an ausgewählte EU-Mitgliedstaaten
Der Schweizer Beitrag an ausgewählte EU-Mitgliedstaaten – auch kurz Schweizer Beitrag (englisch Swiss contribution) genannt, inoffiziell auch Kohäsionsbeitrag oder (journalistisch, in diesem Sinn aber falsch) Kohäsionsmilliarde – bezeichnet als ein Oberbegriff die von der Schweiz autonom geleisteten Finanzbeiträge an bestimmte Mitgliedstaaten der Europäischen Union (EU). Diese Finanzbeiträge waren mit der EU im Gegenzug für einen weitgehenden Zugang zum Binnenmarkt der EU vereinbart.

## Allgemeine Beschreibung
Hinter diesem, vom Eidgenössischen Department für auswärtige Angelegenheiten (EDA) gewählten Begriff, verbergen sich bisher zwei Zahlungen:
1. Der Schweizer Erweiterungsbeitrag (französisch contribution à l’élargissement, englisch enlargement contribution, italienisch contributo all’allargamento) oder Erster Schweizer Beitrag, offiziell Finanzieller Beitrag der Schweizerischen Eidgenossenschaft zur wirtschaftlichen und sozialen Kohäsion in einer erweiterten Union, bezeichnet einen Betrag in Schweizer Franken (CHF), welchen die Schweiz gemäss Bundesratsbeschluss vom 31. März 2004 sowie durch Beschluss des Nationalrats und Ständerats vom 24. März 2006 bereit ist, zunächst an die zehn neuen Staaten der EU (Beitritt per 1. Mai 2004) zukommen zu lassen. Es wurde beschlossen, dass über zehn Jahre der sogenannten Auszahlungsperiode jährlich im Schnitt 100 Millionen Schweizer Franken ausbezahlt werden sollen. Projekte und Programme können während der ersten fünf Jahre der sogenannten Verpflichtungsperiode im Partnerland beantragt werden. Da Bulgarien, Rumänien und Kroatien, drei weitere ehemals sozialistischen Staaten, mit der „Sechsten Erweiterung“ 2007 und „Siebten Erweiterung“ 2013 der EU beigetreten sind, wurde die Förderung auf diesen Staaten ausgedehnt.
Zahlungspause: Von Dezember 2019 bis September 2021 wurden die weiteren geplanten Auszahlungen durch die Schweiz suspendiert, um politischen Druck auf die EU auszuüben.
2. Zweiter Schweizer Beitrag, offiziell Finanzieller Beitrag der Schweizerischen Eidgenossenschaft an ausgewählte Mitgliedstaaten der Europäischen Union zur Verringerung der wirtschaftlichen und sozialen Ungleichheiten in der erweiterten EU sowie zur Unterstützung von Massnahmen im Bereich der Migration, soll auf 1'302 Millionen Franken festgelegt werden; d. h. über 10 Jahre durchschnittlich 130 Millionen Franken pro Jahr. 1'102 Millionen Franken sind zugunsten der EU-13-Länder zur Stärkung der Kohäsion unter anderem mit dem neuen Schwerpunktbereich Berufsbildung vorgesehen. 200 Millionen Franken sollen für Massnahmen im Bereich Migration eingesetzt werden und zwar auch in EU-Ländern ausserhalb der EU-13, die von Migrationsbewegungen besonders stark betroffen sind. Die Schweiz will mit ihrer Expertise zur Verminderung wirtschaftlicher und sozialer Ungleichheiten in den betreffenden EU-Mitgliedstaaten und innerhalb der EU beitragen, die Perspektiven von Jugendlichen verbessern und einen Beitrag zur Bewältigung der Migrationsbewegungen leisten. Entsprechend den Prioritäten der Partnerländer können die Mittel auch in weiteren Bereichen wie Umwelt- und Klimaschutz, Förderung der Zivilgesellschaft, Forschungszusammenarbeit, Gesundheit und Sozialwesen, Privatsektorförderung sowie Sicherheit eingesetzt werden. Die für den zweiten Beitrag veranschlagten Mittel sollten ursprünglich in den Finanzplan 2020–2022 überführt werden.

## Erweiterungsbeitrag zur EU-Erweiterung

### Hintergrund
Im Zusammenhang mit der EU-Osterweiterung ging es auch um den Beitrag der Schweiz zu den finanziellen Lasten. Dazu wurde über einen Erweiterungsbeitrag beraten und auch entschieden: Der Erweiterungsbeitrag sollte nicht in den Kohäsionsfonds der EU fliessen, die Schweiz wollte selbst entscheiden (und dies wurde letztlich auch so vereinbart), welche Projekte oder Programme unterstützt werden. Es sollten keine zusätzlichen Steuermittel aufgewendet werden, da sie aus den beteiligten Departementen (EVD und EDA) hätten erbracht werden müssen. Der Erweiterungsbeitrag ersetzte teilweise die bisherige Schweizer Osthilfe – die Transitionshilfe der Ostzusammenarbeit – im Umfang von 1.2 Milliarden Schweizer Franken, da diese in den Ländern Bulgarien, Rumänien und Russland „gute Früchte getragen hat und nun beendet werden kann“. Letztlich akzeptierte die EU diesen autonomen Beitrag der Schweiz.
Mit dem Erweiterungsbeitrag wollte sich die Schweiz damit am „Abbau der wirtschaftlichen und sozialen Ungleichheiten in der erweiterten EU“ beteiligen. Empfänger waren die 13 Staaten, die seit dem 1. Mai 2004 der Europäischen Union beigetreten sind – die ehemals kommunistischen Länder Mittel- und Südosteuropas (Polen, Ungarn, Tschechien, Slowakei, Slowenien, Bulgarien, Rumänien, Kroatien) und des Baltikums (die ehemaligen Sowjetrepubliken Estland, Lettland, Litauen) sowie – zusätzlich zu den genannten Staaten des 1989 (9. November – Mauerfall in Berlin) bis 1991 (26. Dezember – Auflösung der Sowjetunion) zerfallenen Ostblocks – die beiden Inselrepubliken Malta und Zypern. Trotz erfolgreichem Systemwandel wiesen die bis zur Wende 1989–1991 sozialistischen Länder des europäischen Ostens in manchen Belangen noch immer einen erheblichen Rückstand auf die westeuropäischen Staaten auf. Das durchschnittliche Pro-Kopf-Einkommen der neuen Mitgliedstaaten war nur etwa halb so gross wie der EU-Durchschnitt.
Rechtliche Grundlage für den Erweiterungsbeitrag bildeten schliesslich:
- das unverbindliche Memorandum of Understanding (Schweiz-EU) vom 27. Februar 2006 über einen Beitrag der Schweiz zur Verringerung der wirtschaftlichen und sozialen Ungleichheiten in der erweiterten Europäischen Union, mit Addenda vom 25. Juni 2008 (Bulgarien und Rumänien) und vom 2. Mai 2014 (Kroatien)[11]
- das Bundesgesetz Ostzusammenarbeit – Bundesgesetz über die Zusammenarbeit mit den Staaten Osteuropas vom 24. März 2006 – das am 26. November 2006 vom Schweizer Stimmvolk gutgeheissen wurde, sowie
- die bilateralen Rahmenabkommen mit den EU-13 (ursprünglich EU-10).

Die Schweiz beschloss damals eine Milliarde Schweizer Franken verteilt über eine Auszahlungsperiode von zehn Jahren für Projekte in den gemäss damaligem Stand zehn neuen EU-Ländern (EU-10) zur Verfügung zu stellen. Die Umsetzung sollte in enger Zusammenarbeit mit den Partnerstaaten, die die Anträge entgegennehmen erfolgen und begann im Laufe des Jahres 2008.
In den damaligen Verhandlungen mit der EU über den von ihr sogenannten „Kohäsionsbeitrag der Schweiz“ hat sich die Schweiz dagegengestellt, das Bankgeheimnis bei dieser Gelegenheit in Frage zu stellen. Der potentielle Streitpunkt „Bankgeheimnis“ wurde indessen durch die inzwischen erfolgte Entwicklung auf politischer Ebene gegenstandslos.

#### Referendum
In der Schweiz wurde heftig um diesen Beitrag gestritten. Die Rechte pochte darauf, dass in den bilateralen Verträgen nichts von einem finanziellen Beitrag steht und hat Angst vor einer zu grossen Belastung der Bundeskasse, auch weil sie weitere Forderungen der EU fürchtet. Die Linke störte sich vor allem an der Tatsache, dass der Betrag auf Kosten der Entwicklungshilfe bereitgestellt wird.
Die konservative SVP sowie die AUNS haben gegen das Osthilfegesetz (Bundesgesetz Ost, Bundesgesetz Osthilfe) das Referendum ergriffen. Das Schweizer Stimmvolk hat am 26. November 2006 mit einer Mehrheit von 53,4 % das Osthilfegesetz angenommen.

#### Ausdehnung des Erweiterungsbeitrags auf neue EU-Mitgliedsländer ab 2007

##### Neumitglieder Rumänien und Bulgarien (seit 2007; EU-12)
Anfang Februar 2007 ersuchte die EU-Kommission die Schweiz, die Osthilfe auch auf die beiden neuen EU-Länder Rumänien und Bulgarien (Beitritt per 1. Januar 2007) auszudehnen. Gemäss EU-Aussenkommissarin Benita Ferrero-Waldner ginge es um ungefähr 300 Millionen Schweizer Franken über den Zeitraum von 10 Jahren.
In den vergangenen Jahren hat die Schweiz Bulgarien und Rumänien mit jährlich rund 25 Millionen Franken unterstützt. Diese Transitionshilfe lief mit deren EU-Beitritt Anfang 2007 aus, wird jedoch in anderen Länder fortgesetzt.

##### Neumitglied Kroatien (seit 2013; EU-13)
Mit dem am 1. Juli 2013 erfolgten Beitritt Kroatiens als 28. Mitglied der Union hat sich der Kreis der vom Erweiterungsbeitrag begünstigten Länder des Ostens und des Südens abermals, aber vermutlich für absehbare Zeit zum letzten Mal erweitert.
Am 30. Juni 2015 haben die Schweiz und Kroatien das bilaterale Rahmenabkommen unterzeichnet. Das Abkommen regelt die Umsetzung des Schweizer Erweiterungsbeitrags an Kroatien. Bis zum 31. Mai 2017 werden die gesamten Mittel (45 Mio. CHF) definitiv für die ausgewählten Projekte verpflichtet. Die Projekte müssen bis Mitte Dezember 2024 abgeschlossen sein.

### Abwicklung
Die Finanzierung war 2008 angelaufen, dabei sehen DEZA / SECO den folgenden Ablauf vor (Quelle: „Grundsätze der Zusammenarbeit“, DEZA / SECO, März 2007):
- Projekt- und Programmvorschläge nehmen DEZA / SECO nur von der National Coordination Unit (NCU) entgegen
- DEZA / SECO bewilligen die Finanzierung von Projekten / Programmen
- Ungebundenheit des Schweizer Beitrags an die erweiterte EU
- Vergabe von Aufträgen entsprechend WTO- / EU-Regeln durch die Partnerinstitutionen
- Delegation der Zahlungsabwicklung an die Partnerstaaten
- Monitoring / Steuerung / Evaluation sind von zentraler Bedeutung

#### Erwartete Probleme
Umstritten war und ist noch immer die teilweise Delegation von Aufgaben an Partnerstaaten (deren NROs eingeschlossen), da diese bei weitem noch nicht frei von Korruption sind.

#### Beteiligung des Privatsektors
Die aktive Beteiligung des Privatsektors, wie auch diejenige anderer zivilgesellschaftlicher Akteure soll gefördert werden, um die Weiterentwicklung der im Aufbau befindlichen Zivilgesellschaft zu unterstützen.

### Thematische Felder
(Quellen: „Grundsätze der Zusammenarbeit“, DEZA / SECO, März 2007 & 06.100 Botschaft über den Beitrag der Schweiz zur Verringerung der wirtschaftlichen und sozialen Ungleichheiten in der erweiterten Europäischen Union vom 15. Dezember 2006)

#### Sicherheit, Stabilität und Unterstützung der Reformen
- Ausbau der Verwaltungskapazitäten auf regionaler und kommunaler Ebene
- Massnahmen zur Sicherung der Grenzen
- Verbesserung der Bearbeitung von Einwanderungs- und Asylangelegenheiten
- Zugang zu Informationssystemen im Bereich des Sicherheitsrechts und Verbesserung der Sicherheit auf rechtlicher Ebene
- Modernisierung des Justizwesens
- Ausbau der Institutionen und der Kapazitäten für die Bekämpfung der Korruption und des organisierten Verbrechens
- nukleare Sicherheit
- Verhütung und Bewältigung von Naturkatastrophen
- regionale Entwicklungsinitiativen in Randgebieten oder benachteiligten Regionen

#### Umwelt und Infrastruktur
- Sanierung und Modernisierung der Basisinfrastruktur (Energieeffizienz, Trinkwasser, Abwasser, Abfallbeseitigung, öffentlicher Verkehr)
- Verbesserung der Umweltbedingungen, Verringerung des Schadstoffausstosses, Entwicklung und Durchsetzung von Standards und Normen im Bereich der Umweltüberwachung
- Entsorgung giftiger Abfälle und Sanierung verseuchter Industriegelände
- regionale, städtische und ländliche Raumordnung und Flächennutzungsplanung, Infrastruktur, Umwelt usw.
- grenzübergreifende Umweltinitiativen, z. B. „Umwelt für Europa“
- biologische Vielfalt und Naturschutz

#### Förderung der Privatwirtschaft
- Entwicklung der Privatwirtschaft und Förderung des Exports unter besonderer Berücksichtigung von kleinen und mittleren Unternehmen (KMUs)
- Erleichterung des Zugangs zu Finanzierungsmöglichkeiten, Unterstützung der KMUs im Bereich Unternehmensführung
- Förderung zertifizierter Erzeugnisse des biologischen Landbaus
- Förderung von Standards, Normen und Konformitätsbewertung im Bereich der industriellen und landwirtschaftlichen Produktion; Förderung einer industriellen Produktion, die unter sozialen und ökologischen Gesichtspunkten sowie unter dem Gesichtspunkt der Ökoeffizienz dem Grundsatz der nachhaltigen Entwicklung entspricht
- Verbesserung der Regulierung des Finanzsektors und Ausbau der Finanzmärkte und -institutionen
- Schutz des geistigen Eigentums

#### Menschliche und soziale Entwicklung
- Ausbau der Kapazitäten in der öffentlichen Verwaltung auf zentraler, regionaler und kommunaler Ebene im Hinblick auf das Erreichen von EU-Standards
- fachliche und berufliche Ausbildung
- Forschung und Entwicklung (wissenschaftliche Austauschprogramme, Stipendien, Partnerschaften, Zusammenarbeit in der angewandten Forschung usw.)
- Gesundheit (Modernisierung von Krankenhäusern, Reform der Krankenversicherungssysteme, vorbeugende Massnahmen usw.)
- Partnerschaften zwischen Städten und Gemeinden
- Unterstützung internationaler Entwicklungsinitiativen

### Grundsätze der Zusammenarbeit
Quelle:

#### Aussenpolitische Ziele
Generelle, aussenpolitische Zielsetzung der Schweiz
Die Schweiz unterstreicht mit ihrem Beitrag zur Verringerung der wirtschaftlichen und sozialen Ungleichheiten in der erweiterten EU, dass sie ihr Interesse an einem sicheren und stabilen Umfeld durch ein solidarisches Engagement zu wahren gewillt ist. Damit will sie zur Sicherheit und Wohlfahrt auf dem europäischen Kontinent beitragen.
Der schweizerische Beitrag an die erweiterte EU bezweckt konkret die Verringerung der wirtschaftlichen und sozialen Disparitäten zwischen den alten und den neuen EU-Mitgliedstaaten, namentlich jenen, in denen diese Ungleichheiten unter anderem eine Folge des Spaltung Europas im Kalten Krieg sind. Dies betrifft insbesondere die acht mitteleuropäischen und die drei mittlerweile neu dazu gestossenen südosteuropäischen Beitrittsländer, welche ihre Transformation von planwirtschaftlich organisierten sozialistischen Einparteien-Systemen zu marktwirtschaftlich verfassten pluralistischen Demokratien bereits weitgehend abgeschlossen haben. Dessen ungeachtet weisen die wirtschaftlichen, sozialen und ökologischen Indikatoren noch immer einen erheblichen Rückstand auf die 15 alten EU-Staaten auf.
Die fünf aussenpolitischen Hauptziele der Schweiz
- Friedliches Zusammenleben der Völker
- Achtung der Menschenrechte und Förderung der Demokratie
- Wahrung der Interessen der schweizerischen Wirtschaft im Ausland
- Linderung von Not und Armut in der Welt
- Erhaltung der natürlichen Lebensgrundlagen.

#### Weitere Grundsätze der Ostzusammenarbeit
Weitere Grundsätze der schweizerischen Ostzusammenarbeit sind (BG Ost):
- Solidarische Mitverantwortung: die Schweiz beteiligt sich aktiv am Aufbau eines sicheren geeinten europäischen Kontinents. Die Ostzusammenarbeit leistet einen solidarischen Beitrag zur Sicherung von Frieden, Stabilität und Prosperität in Europa.
(BG Ost, Art. 3, Abs. 1)
- Bedürfnisgerechte, partizipative Projektarbeit: die Ostzusammenarbeit geht von den Bedürfnissen der Partnerländer und deren Bevölkerung aus. Die lokalen Partner werden in die Planung der Projekte miteinbezogen.
(BG Ost, Art. 3, Abs. 2)
- In Ergänzung zu Eigenanstrengungen: die Ostzusammenarbeit strebte keine isolierten Lösungen an. Sie wirkt ergänzend zu eigenen Anstrengungen der Partnerländer und bettet sich in die Reformpolitik der Regierungen ein.
(BG Ost, Art. 3, Abs. 3)

### Formen der Zusammenarbeit
Quelle:

#### Technische Zusammenarbeit
In der Bundesverwaltung ist für die technische Zusammenarbeit die DEZA zuständig, sie strebt partizipative Problemlösungen an bei zentralen Transitionsdefiziten in folgenden Schwerpunkten:
- Aufbau von demokratischen Strukturen und bürgernahen Institutionen
- Einkommensförderung und Reform der wirtschaftlichen Strukturen
- Nachhaltige Nutzung der natürlichen Ressourcen
- Armutsbekämpfung durch Reform und Stärkung der Gesundheits- und Bildungsbereiche

Dabei arbeitet sie mit zivilgesellschaftlichen, privaten oder staatlichen Projektpartnern von der Planung bis zur Umsetzung zusammen, fördert Eigeninitiativen und Stärkung von lokalen Kapazitäten und Institutionen.

#### Finanzielle Zusammenarbeit
In der Bundesverwaltung ist für die finanzielle Zusammenarbeit das Staatssekretariat für Wirtschaft zuständig, es unterstützt die Schaffung marktwirtschaftlicher Strukturen, fördert die Entwicklung des Privatsektors, den Aus- und Umbau von Grundinfrastrukturen und leistet einen Beitrag zur Integration der Transitionsländer in die Weltwirtschaft. Ihre wichtigsten Finanzinstrumente und Instrumente sind:
- Finanzierungszuschüsse für Infrastrukturfinanzierungen
- Kreditgarantien
- Zahlungs- und Budgethilfe
- Handels- und Investitionsförderung

### Finanzierung
Für die Finanzierung werden gemäss Entscheid des Bundesrates vom 16. Juni 2006:
- 60 % der Erweiterungshilfe durch Kürzungen bei der traditionellen Osthilfe kompensiert (die Unterstützung der beiden 2007 als neue Mitglieder zu EU stossenden und damit vom Erweiterungsbeitrag begünstigten Ostländer Rumänien und Bulgarien sowie Russlands wird eingestellt)

und
- 40 % durch Minderausgaben und/oder Mehreinnahmen aus dem Bundeshaushalt refinanziert.

Die Finanzierung des Erweiterungsbeitrags erfolgt somit budgetneutral.
Für die Mehreinnahmen sieht der Bundesrat vor, die Erträge des Zinsbesteuerungsabkommens mit der EU (Bilaterale II) beizuziehen – zurzeit ca. 50 Millionen Schweizer Franken pro Jahr., die Hälfte des jährlichen Budgets der Erweiterungshilfe (bei Auszahlung über 10 Jahre, oder bei 5 Jahren ein Viertel).
Die Kürzungen bei der traditionellen Osthilfe werden zum grossen Teil bei Ländern vorgenommen, die der Bund, im Einklang mit internationalen Organisationen (OECD) nicht (mehr) zur Kategorie der Entwicklungsländer zählt (Bulgarien, Rumänien, Russland). Das Gesamtvolumen der öffentlichen Entwicklungshilfe der Schweiz beträgt jährlich 2.2 Milliarden Schweizer Franken (2005), die Reduktion wird also weniger als 1 % betragen.

### Durch den Erweiterungsbeitrag finanzierte Projekte (Beispiele)
Nachstehend werden einige durch den Erweiterungsbeitrag finanzierte Projekte, geordnet nach den jeweils begünstigten Ländern aufgelistet.

#### Polen
- Know-how aus den Alpen für die Karpaten (Województwo podkarpackie)

Unterstützung von lokalen Initiativen in den Bereichen ländlicher Tourismus, Vermarktung von traditionellen Produkten und Engagement der lokalen Zivilgesellschaft
Themenfeld: „Förderung des Wirtschaftswachstums, Verbesserung der Arbeitsbedingungen; regionale Entwicklung“
Periode 2011–2017
Budget CHF 4'818'388

#### Rumänien
- Eigene Kompetenzen einschätzen und die rumänische Arbeitswelt kennen lernen

Programm „Job Orientation Training in Businesses and Schools (JOBS)“
Themenfeld: „Förderung des Wirtschaftswachstums, Verbesserung der Arbeitsbedingungen; regionale Entwicklung“
Periode 2012–2017
Budget CHF 2'116'280

#### Ungarn
- Trinkwasserversorgung im Komitat Borsod-Abaúj-Zemplén

Sanierung des Trinkwasserverteilnetzes in 11 Gemeinden im nordostungarischen Verwaltungsbezirk Borsod-Abaúj-Zemplén
Themenfeld: „Umweltschutz; Trinkwasserversorgung“
Periode 2010–2016
Budget CHF 7'803'000

#### Tschechien
- Verbesserte soziale und wirtschaftliche Wiedereingliederung von Straftätern

Projekt zur Modernisierung des Justizsystems und zur sozialen und wirtschaftlichen Wiedereingliederung von Straftätern
Themenfeld: „Erhöhung der öffentlichen Sicherheit; Modernisierung des Gerichtswesens“
Periode 2011–2016 (Projekt abgeschlossen)
Budget CHF 1'438'266

#### Bulgarien
- Home Care Services

Projekt „Spitex“ – spitalexterne Hilfe und Pflege in vier Gemeinden im Oblast Vratsa
Themenfeld: „Erhöhung der sozialen Sicherheit; Sozialdienste für bestimmte Zielgruppen“
Periode 2011–2017
Budget CHF 2'418'187

#### Litauen
- Gesundheit von Mutter und Kind

Förderung der Weiterbildung des Gesundheitspersonals und Modernisierung veralteter Spitalinfrastruktur in 27 litauischen Spitälern
Themenfeld: „Erhöhung der sozialen Sicherheit; Modernisierung von Spitälern“
Periode 2011–2017
Budget CHF 26'600'000

#### Slowakei
- Bessere Lebensbedingungen für Roma in der Slowakei (Region Košice/Prešov)

Soziale Dienstleistungen und Bildungsangebote, Verbesserung der Arbeitsfähigkeiten und Unterstützung bei der Stellensuche
Themenfeld: „Erhöhung der sozialen Sicherheit; Sozialdienste für bestimmte Zielgruppen“
Periode 2012–2017
Budget CHF 1'410'000

#### Lettland
- Erleichterter Zugang zu Bildung für 9'000 lettische Schülerinnen und Schüler

Lieferung von insgesamt 110 Schulbussen nach Lettland; Aufbau eines Schultransportsystems in ländlichen, benachteiligten Gebieten
Themenfeld: „Erhöhung der sozialen Sicherheit; verschiedene soziale Dienstleistungen“
Periode 2009–2011 (Projekt abgeschlossen)
Budget CHF 13'769'767

#### Kroatien
- Trinkwasserversorgung und Abwasserentsorgung Ravna Gora, Gorski kotar (Primorsko-goranska županija)

Rehabilitation der bestehenden, schadhaften Trinkwasserversorgung und Erstellung eines Abwasserkanalisationsnetzes inklusive Kläranlage
Themenfeld: „Umweltschutz; Abwasserreinigung“
Periode 2017–2020
Budget CHF 3'885'714

#### Estland
- Technologische Optimierung der Einsatzzentralen und Rettungsdienste (Ambulanzsystem)

Finanzierung zweier aufeinander abgestimmter Projekte zur technologischen Optimierung der Einsatzzentralen und Rettungsdienste in Estland
Themenfeld: „Erhöhung der sozialen Sicherheit; verschiedene soziale Dienstleistungen“
Periode 2009–2014 (Projekt abgeschlossen)
Budget CHF 1'280'000

#### Slowenien
- Förderung erneuerbarer Energien in Primorska Slovenija

Fotovoltaik: längste Solar-Lärmschutzwand Sloweniens (648 m); Installation von Biomasse-Heizungsanlagen für 29 öffentliche Gebäude
Themenfeld: „Umweltschutz; Energieeffizienz und erneuerbare Energie“
Periode 2009–2015 (Projekt abgeschlossen)
Budget CHF 3'680'000

#### Zypern
- Abwasserreinigungsanlage für häusliche und industrielle Abwässer in Vati

Finanzierung der Planung, des Baus samt Ausrüstung sowie der Sicherung eines Jahres Betrieb einer Abwasserreinigungsanlage in Vati nördlich von Limassol; Massnahme zum Schutz des Polemidia-Stausees als Trinkwasser-Reservoir
Themenfeld: „Umweltschutz; Abwasserreinigung“
Periode 2012–2017
Budget CHF 3'935'150

#### Malta
- Verbesserung der Krebsdiagnostik

Installation eines modernen Tomographen im öffentlichen Spital in Malta
Themenfeld: „Erhöhung der sozialen Sicherheit; Modernisierung von Spitälern“
Periode 2010–2013 (Projekt abgeschlossen)
Budget CHF 2'794'000

## Zweiter Schweizer Beitrag als Druckmittel der Schweizer Diplomatie
Für den im Jahr 2004 beschlossenen Erweiterungsbeitrag und der damit verbundenen solidarischen Unterstützung beim Aufbau der osteuropäischen Länder der EU erhielt die Schweiz im Gegenzug einen weitgehenden Zugang zum Binnenmarkt der Europäischen Union. Im Rahmen der erneuten Verhandlungen Ende 2017 zwischen der Schweiz und der Europäischen Union über den Zweiten Schweizer Beitrag in Höhe von 1,3 Mrd. CHF an strukturschwächere EU-Mitgliedstaaten, erhofften sich die Schweizer Banken über eine Verknüpfung der Zahlung der Schweizer Beitrag einen erweiterten Zugang zum EU-Binnenmarkt erreichen zu können. Bei den am 23. November 2017 in Bern stattfindenden Gesprächen des Schweizer Bundesrat mit EU-Kommissionspräsident Jean-Claude Juncker, versprach Bundespräsidentin Doris Leuthard durch die Zusage eines weiteren Beitrags den Aufbauprozess in Osteuropa weiterhin zu unterstützen, ohne hierfür eine entsprechende Gegenleistung der EU zu erhalten. Diese Gegenleistung wurde bereits 2004 durch den erweiterten Zugang zum Binnenmarkt gewährt.
Gleichzeitige Verhandlungen über einem geplanten institutionellen Rahmenabkommen zwischen EU und Schweiz wurden damals auch geführt, wo aber keine Fortschritte erzielt werden konnten. Auf Grund der von der EU offensiv geforderten Fortschritte bei dem institutionellen Rahmenabkommen geriet Doris Leuthard innenpolitisch stark unter Druck. Die EU verknüpfte nun ihrerseits verschiedene Dossiers bei der Verhandlung geschickt miteinander, um ihre Verhandlungsposition gegenüber der Schweiz zu stärken. Die Entscheidung der EU-Kommission, die Schweizer Börsenregulierung nur befristet als gleichwertig mit der Regulierung in der EU anzuerkennen, wurde von Schweizer Seite massiv kritisiert. Grund dafür war, dass die EU den Schweizer Börsen die Äquivalenz nur zeitfristig für ein Jahr anerkannt hat, was vom Schweizer Parlament und vom Bundesrat als Diskriminierung gedeutet wurde.
In einer im Dezember von Doris Leuthard gehaltenen Pressekonferenz sprach die Bundespräsidentin von einer Diskriminierung der Schweiz und schlug geeignete Gegenmassnahmen sowie eine erneute Überprüfung der Freigabe des Schweizer Beitrags vor. Die Schweizerische Volkspartei (SVP) lehnte die Zahlung eines Schweizer Beitrags sogar grundsätzlich ab. Im Jahr 2019 hat die Schweiz die Auszahlung des Zweiten Schweizer Beitrags an die EU vorläufig eingestellt. Durch die Sistierung der Auszahlung versuchte die Schweiz ausserdem, die EU dazu zu bewegen, beim Rahmenabkommen noch weiter entgegenzukommen. Insbesondere erhoffte sie sich mehr Vorteile bei den Regelungen zur Personenfreizügigkeit, zur Unionsbürgerrichtlinie sowie zu staatlichen Beihilfen. Das Rahmenabkommen ist inzwischen jedoch gescheitert.
Im September 2021 hat das Schweizer Parlament aber mehrheitlich beschlossen, den Schweizer Beitrag doch wieder auszahlen zu lassen und nicht mehr zu blockieren. Dadurch stimmte es der Förderung von Entwicklungsprojekten in Osteuropa mit Beiträgen im Wert von insgesamt 1,3 Milliarden Franken zu. Das Parlament erhoffte sich durch die Aufhebung der Blockade eine bessere Ausgangslage bei Verhandlungen mit der EU über diverse Projekte und Abkommen, beispielsweise das Forschungsprogramm Horizon 2020.
Inwieweit der Schweizer Beitrag als Druckmittel überhaupt geeignet ist, der EU entsprechende Konzessionen abringen zu können, zeigt der Vergleich des EU-Botschafters Michael Matthiessen im Schweizer Radio SRF. Der Schweizer Beitrag entspricht 0,4 % des Betrags, den die EU für die Rettung Griechenlands gestemmt hat (300 Milliarden Franken) und 0,3 % des Betrags von 410 Milliarden Franken, den die EU selbst in die Osthilfe investiert.